# Sunny Leone
Sunny Leone, także Karen Malhotra (ur. 13 maja 1981 w Sarnia w Ontario) – kanadyjska aktorka, modelka i reżyserka występująca w indyjskich produkcjach filmowych. W latach 2002–2013 brała udział w filmach pornograficznych. Od roku 2006 jest obywatelką Stanów Zjednoczonych, zachowała jednak paszport kanadyjski.

## Życiorys

### Wczesne lata
Urodziła się w Sarnia w prowincji Ontario w rodzinie sikhijskiej. Jej ojciec, Jaspal Singh Vohra, był inżynierem mechanikiem, a matka Balwant Kaur Vohra była gospodynią domową. Jej rodzice pochodzili z Dalekiego Wschodu i Tybetu. Jej matka była uzależniona od alkoholu. Zmarła w 2008 z powodu marskość wątroby, a jej ojciec zmarł w 2010 z powodu raka. Ma młodszego brata Sundeepa Singha Vohrę, który jest szefem kuchni. Uczęszczała do Katolickiej Szkoły Podstawowej, gdzie udzielała się w sporcie, śpiewała i tańczyła, chciała być strażakiem lub kosmonautą. W 1996 wraz z rodziną przeniosła się do Los Angeles w Kalifornii. Po ukończeniu szkoły średniej, pracowała w piekarni i na stacjach benzynowych, uczęszczała na kursy dla pielęgniarek dziecięcych, gdzie jej kolega przekonał ją, by podjęła pracę jako modelka.

### Kariera
Od 2001 pozowała pod pseudonimem Sunny Leone dla magazynów „Penthouse”, „FHM”, „Hustler”, „Cinéblitz” i „High Society”, a w 2003 została uznana za dziewczynę magazynu „Penthouse”, pierwszą w historii Indii.
W latach 2002–2013 występowała w filmach pornograficznych. W 2005 podpisała kontrakt ze studiem filmowym Vivid Entertainment. Brała udział przede wszystkim w scenach lesbijskich, choć sporadycznie pojawiała się także w scenach seksu z mężczyznami, w tym It’s Sunny in Brazil (2007) z Roge, Sunny Experiment (2007) z Jamesem Deenem czy Po drugiej stronie Sunny (Other Side of Sunny) (2008) i Sunny’s B/G Adventure (2009) z Tommym Gunnem.
W czerwcu 2010 znalazła się wśród dwunastu najwybitniejszych osobowości przemysłu pornograficznego wybranych przez magazyn „Maxim”.
W 2019 powstał serial internetowy ZEE5 Karenjit Kaur – The Untold Story of Sunny Leone.

## Życie prywatne
W latach 2007–2008 była związana z Mattem Eriksonem, wiceprezesem Playboy Enterprises. W 2008 spotykała się także z komikiem Russellem Petersem.
W 2010 poznała Daniela Webera, za którego wyszła za mąż 20 stycznia 2011. Wspólnie wzięli udział w kampanii na rzecz PETA. 20 lipca 2017 zaadoptowali dziewczynkę Nishę z Latur. 4 marca 2018 zostali rodzicami synów bliźniaków: Ashera i Noaha, które urodziła matka zastępcza.

## Nagrody
| Rok  | Nagroda                         | Kategoria                                     | Film                                  | Inni wykonawcy                              |
| ---- | ------------------------------- | --------------------------------------------- | ------------------------------------- | ------------------------------------------- |
| 2003 | Nagroda magazynu „Penthouse”    | Dziewczyna Roku                               | –                                     | –                                           |
| 2007 | AVN Award                       | Najlepsze interaktywne DVD                    | Virtual Vivid Girl Sunny Leone (2006) | –                                           |
| 2008 | XBIZ Award                      | Internetowa gwiazdka porno roku               | –                                     | –                                           |
| 2010 | PornstarGlobal                  | 5 Star Award                                  | –                                     | –                                           |
| 2010 | F.A.M.E. Awards                 | Ulubione piersi                               | –                                     | –                                           |
| 2010 | AVN Award                       | Internetowa gwiazdka porno roku               | –                                     | –                                           |
| 2010 | AVN Award                       | Najlepsza scena seksu samych dziewczyn        | Deviance (2009)                       | Alexis Texas, Eva Angelina i Teagan Presley |
| 2012 | XBIZ Award                      | Internetowa gwiazda porno roku SunnyLeone.com | –                                     | –                                           |
| 2013 | AEBN VOD Award                  | Wykonawczyni roku                             | –                                     | –                                           |
| 2013 | Ghanta Award                    | Najgorszy przełom                             | Jism 2 (2012)                         | –                                           |
| 2013 | AVN Award                       | Najlepsza scena seksu solo                    | Sunny Leone: Goddess (2012)           | –                                           |
| 2018 | Indian Television Academy Award | Najbardziej popularna kobieta (internet)      | –                                     | –                                           |
| 2018 | AVN Award                       | Sala sław AVN Hall of Fame                    | –                                     | –                                           |
| 2019 | Gold Award                      | Ikona roku OTT                                | –                                     | –                                           |

## Filmografia
| Rok  | Film                                                                            | Rola                | Reżyser       |
| ---- | ------------------------------------------------------------------------------- | ------------------- | ------------- |
| 2011 | Undivided: The Preston and Steve Experience (film dokumentalny)                 | w roli samej siebie | Sean McKnight |
| 2012 | Jism 2                                                                          | Izna                | Pooja Bhatt   |
| 2013 | Risky Business: A Look Inside America’s Adult Film Industry (film dokumentalny) | w roli samej siebie | David Mech    |
| 2013 | Shootout at Wadala                                                              | Laila               | Sanjay Gupta  |
| 2013 | Jackpot                                                                         | Maya                | Kaizad Gustad |